# Фалкаде
Фалкаде (итал. Falcade) је насеље у Италији у округу Белуно, региону Венето.
Према процени из 2011. у насељу је живело 1900 становника. Насеље се налази на надморској висини од 1330 м.

## Становништво
| 1931. | 1936. | 1951. | 1961. | 1971. | 1981. | 1991. | 2001. | 2011. |
| ----- | ----- | ----- | ----- | ----- | ----- | ----- | ----- | ----- |
| 2.815 | 2.562 | 2.801 | 2.834 | 2.355 | 2.401 | 2.270 | 2.207 | 2.055 |